# Rushes
Ruhes es el segundo álbum de estudio del grupo The Fireman, integrado por el músico británico Paul McCartney y el productor Youth y publicado por la compañía discográfica Hydra Records en 1998.

## Grabación
Un verso de la letra incluida en la canción «Palo Verde» fue extraída de «Let Me Love You Always», una canción inédita de McCartney. De forma similar, extractos de otra canción inédita, «Hey Now (What Are You Looking at Me For?)», fueron usadas en «Bisonn», «Auraveda» y «7 a.m.». Ambas canciones inéditas fueron grabadas en 1995 en The Mill Studios, el estudio personal de McCartney en Hogg Hill Mill. Todas las canciones incluidas en Rushes fueron grabadas a comienzos de 1998.

## Publicación y recepción
Con un mejor recibimiento con respecto a su predecesor, Strawberries Oceans Ships Forest, Rushes se distingue por no incluir numerosas grabaciones de McCartney. Un tercer trabajo discográfico de The Fireman, Electric Arguments, fue publicado en diez años más tarde, aunque Youth y McCartney volvieron a colaborar juntos en el álbum de 2000 Liverpool Sound Collage.
Al igual que el primer álbum, Rushes no entró en ninguna lista de éxitos y está hoy en día descatalogado.

## Lista de canciones
Todas las canciones escritas y compuestas por The Fireman. 
| N.º | Título                     | Duración |  |
| 1.  | «Watercolour Guitars»      | 5:48     |  |
| 2.  | «Palo Verde»               | 11:56    |  |
| 3.  | «Auraveda»                 | 12:51    |  |
| 4.  | «Fluid»                    | 11:19    |  |
| 5.  | «Appletree Cinnabar Amber» | 7:12     |  |
| 6.  | «Bison»                    | 2:40     |  |
| 7.  | «7 a. m.»                  | 7:49     |  |
| 8.  | «Watercolour Rush»         | 1:45     |  |